# 王红红
王红红（1969年5月—），女，回族，山西襄垣人，中华人民共和国政治人物。现任江苏省人大常委会副秘书长，民盟江苏省委副主委。第十三、十四届全国政协委员。